# MR16
MR16 (иногда обозначается как MR-16) (от англ. Multifaceted Reflector) — стандартный типоразмер галогенных ламп накаливания с отражателем, изготавливаемых различными производителями. Они используются вместо люминесцентных ламп, или обычных ламп накаливания для освещения жилых помещений и объектов розничной торговли. Лампы типа MR16 были первоначально разработаны для использования в диапроекторах, однако оказались удобными для многочисленных областей применения, требующих направленного освещения низкой или средней интенсивности, таких как: скрытое потолочное освещение, настольные лампы, подвесные светильники, ландшафтное освещение, освещение торговых витрин, велосипедные фары, и т. п.

## Маркировка
Нижеследующие стандартные коды ANSI используются для обозначения каждой комбинации мощности ламп MR16 и угла при вершине конуса их излучения. Большинство производителей используют эти стандартные коды для маркировки своих ламп:
| Код ANSI | Мощность, Вт | Угол излучения, ° | Обозначение |
| -------- | ------------ | ----------------- | ----------- |
| ESX      | 20           | 10                | 20MR16/10°  |
| BAB      | 20           | 40                | 20MR16/40°  |
| EXT      | 50           | 15                | 50MR16/15°  |
| EXZ      | 50           | 25                | 50MR16/25°  |
| EXN      | 50           | 40                | 50MR16/40°  |
| FPA      | 65           | 15                | 65MR16/15°  |
| FPC      | 65           | 25                | 65MR16/25°  |
| FPB      | 65           | 40                | 65MR16/40°  |
| EYF      | 75           | 15                | 75MR16/15°  |
| EYJ      | 75           | 25                | 75MR16/25°  |
| EYC      | 75           | 40                | 75MR16/40°  |

Следует отметить, что лампы MR16 могут иметь и другие комбинации мощности и угла излучения, кроме приведённых выше. По этой причине лампы MR16 часто маркируются в соответствии с аббревиатурой угла излучения. Примечательно, что несмотря на частое использование этих аббревиатур, углы, ассоциируемые с ними, несколько различаются от производителя к производителю.
Ниже приведены типичные углы излучения и их аббревиатуры:
- VNSP (Очень узкое пятно): менее 8°
- NSP (Узкое пятно): 8-15°
- SP (Пятно): 8-20°
- NFL (Узкий поток): 24-30°
- FL (Поток): 35-40°
- WFL (Широкий поток): 55-60°
- VWFL (Очень широкий поток): 60° или более

## Характеристика
Лампа MR16 состоит из колбы, интегрированной с прессованным стеклянным отражателем (рефлектором), диаметром 50 мм (2 дюйма). Такой компактный размер позволяет осветительным устройствам быть более миниатюрными. Рефлектор направляет и распределяет излучение лампы. Лампы MR16 имеют различные углы при вершине конуса излучения: от менее чем 7° до 60° и более.
«MR» — «мультифасеточный» отражатель — означает, что рефлектор сформирован из множества мелких граней. Такие отражатели придают мягкие очертания освещаемому лампой пространству. Некоторые лампы MR16 изготавливают с гладким отражателем, позволяющим сделать световой поток более резким.
Отражающее покрытие рефлектора может быть как алюминиевым непрозрачным, так и полупрозрачным интерференционным. Алюминиевое покрытие отражает всё излучение лампы, в том числе и инфракрасное, что может быть нежелательно при освещении чувствительных к нагреву объектов. Интерференционное покрытие представляет собой тонкое полупрозрачное напыление, толщина которого подобрана таким образом, чтобы оно отражало во фронтальном направлении преимущественно видимое излучение, а инфракрасное — пропускало. Лампы с интерференционным отражателем меньше нагревают объект освещения, но больше нагревают светильник, в котором они установлены. Комбинация галогенного источника света и интерференционного покрытия позволяет таким лампам обладать лучшим индексом цветопередачи и более высокой цветовой температурой, чем стандартные лампы накаливания. Эти качества делают их более подходящими для применения в устройствах, в которых более важна цветопередача, например для освещения торговых витрин. Лампы с интерференционным рефлектором иногда некорректно называют «дихроичными» (от английского названия dichroic lamps).
Яркость ламп MR16 может регулироваться при использовании соответствующих осветительных приборов и регуляторов. Однако, при использовании реостатных регуляторов значительно изменяется цветовая температура.
Лампы MR16 при работе значительно нагреваются, поэтому следует избегать их контакта с кожей или близости к горючим материалам, когда лампа включена или была выключена недавно.
Лампы MR16 обычно более эффективны, нежели стандартные лампы накаливания, но проигрывают люминесцентным. Продолжительность наработки на отказ MR16 обычно лежит в пределах от 2000 до 10,000 часов.
Лампы MR16, как и кварцевые галогенные лампы, производят существенные количества ультрафиолетового излучения. Обычно оно должно быть отфильтровано. Также, кварцевая колба лампы иногда лопается («взрывается») при выходе её из строя. По этим двум причинам, некоторые лампы MR16 имеют стеклянный колпачок, служащий в качестве интегрированного ультрафиолетового фильтра и для взрывозащиты. Лампы без такого колпачка требуют использования осветительных устройств, снабжённых внешним стеклом, специально сконструированным для обеспечения такой защиты.

## Разновидности
В зависимости от типа цоколя лампы MR16 могут быть с рабочим напряжением 220 В (127 В) и низковольтным 12 В. Так 12-вольтовые лампы MR16 необходимо включать через электромагнитный или электронный трансформатор (иногда неправильно называемый балластом) для преобразования напряжения сети (127 или 220 Вольт) в рабочее напряжение лампы.
Низковольтные лампы MR16 почти всегда имеют ANSI стандарт GU5.3 (G5.3), с двухштырьковым разъёмом. Выпускают лампы MR16 со встроенным трансформатором, они имеют стандартный резьбовой цоколь Эдисона.
Лампы MR16, работающие напрямую от сети, выпускают с поворотно-штырьковым разъёмом типа GU10 (GX10, GZ10), чтобы их нельзя было случайно спутать с низковольтными лампами. Нити накала ламп, рассчитанных на напряжение сети, более хрупкие, чем в низковольтных, поскольку в них используют очень тонкую спираль.
Кроме ламп MR16 (16⁄8 дюйма, 50-51 мм) производят увеличенные лампы MR20 (20⁄8 дюйма, 64 мм) и миниатюрные лампы форматов MR11 (11⁄8 дюйма, 35 мм) и MR8 (8⁄8 дюйма, 25 мм). Эти лампы очень похожи на MR16, также снабжаются мультифасеточными отражателями с различными углами излучения. Миниатюрный размер MR11 и MR8 делает возможным их использование в столь же миниатюрных светильниках, однако ограничивает мощность. Лампы MR11 и MR8 обычно имеют разъем GU4.0 с контактами, расположенными ближе друг к другу, чтобы их нельзя было случайно спутать с лампами MR16 и MR20.
Выпускаются MR16-совместимые светодиодные лампы, схожие по форме с галогенными. Они могут быть использованы в большинстве светильников, сконструированных для ламп MR16. Они даже часто рекламируются, как MR16, обычно не имеют мультифасеточного рефлектора, придающего лампам MR16 способность направлять и распределять поток излучения. Вместо этого светодиодные лампы часто имеют простую апертуру, ограничивающую распространение излучения.